# Gammel Hellerup Gymnasium
 Der er for få eller ingen kildehenvisninger i denne artikel, hvilket er et problem. Du kan hjælpe ved at angive troværdige kilder til de påstande, som fremføres i artiklen.

Gammel Hellerup Gymnasium (GHG) blev grundlagt i 1894 af skolebestyrer Vilhelm H. Bornebusch og var oprindelig en privatskole udelukkende for drenge. Skolens oprindelige navn var Hellerup Real- og Latinskole, men den skiftede i 1903 navn til Hellerup Gymnasium. I 1919 kom et yderligere navneskifte, fordi en nyoprettet pigeskole også anvendte betegnelsen Hellerup Gymnasium. For at betone at skolen ikke var en døgnflue, tog man navnet: Gammel Hellerup Gymnasium. I 1986 blev skolen administrativt til et amtsgymnasium, og siden 2007 er det en selvejende institution.
Den første kvindelige student fra gymnasiet var Kirsten Lauritzen i 1922, datter af daværende rektor Hans Hartvig-Møller.
Oprindelig havde skolen lokaler på Frederikkevej i Hellerup, men flyttede i 1956 til nye og større bygninger på Svanemøllevej, tegnet af Axel Maar, der ligeledes har tegnet bygningerne til skolerne Nykøbing Katedralskole, Rødovre Gymnasium m.fl. Anlægget er i gule mursten i en behersket funktionalisme med rødder i dansk tradition. På den store grund lå indtil 1954 landstedet Hellerupgård. Samtidig med flytningen fik piger adgang til skolen.
Det første elevrådsvalg i Danmark afvikledes på skolen d. 6. november 1909. Elevrådet har været en fast del af skolen lige siden.
I 1986 blev skolen til et amtsgymnasium i Københavns Amt. I 2006 blev gymnasiet udvidet med en ny tilbygning, hvor der bl.a. er bibliotek og studiecenter. I 2007 blev skolen i lighed med andre gymnasier en statslig selvejende institution med en bestyrelse som øverste myndighed.
Bjarne Edelskov Nielsen tiltrådte som rektor 6. januar 2020. Tidligere var Jørgen Rasmussen rektor. Han tiltrådte i 2005 som afløser for Asger Sørensen, der havde været rektor siden 1985.